# 2002年ソルトレークシティオリンピックのフランス選手団
2002年ソルトレークシティオリンピックのフランス選手団（2002ねんソルトレークシティオリンピックのフランスせんしゅだん）は、2002年2月8日から2月24日までアメリカ合衆国ユタ州のソルトレイクシティで開催された2002年ソルトレークシティオリンピックのフランス選手団、およびその競技結果。

## 概要
今大会は金メダル4個、銀メダル5個、銅メダル2個の合計11個のメダルを獲得した。金メダル数と銀メダル数は過去最多タイ、総数はフランス選手団過去最高の数となった。

## メダル
| メダル | 選手名                                                                      | 競技                 | 種目                 |
| ------ | --------------------------------------------------------------------------- | -------------------- | -------------------- |
| 金     | ジャン＝ピエール・ヴィダル                                                  | アルペンスキー       | 男子回転             |
| 金     | キャロル・モンティエ                                                        | アルペンスキー       | 女子滑降             |
| 金     | イザベル・ブラン                                                            | スノーボード         | 女子パラレル大回転   |
| 金     | マリナ・アニシナ グウェンダル・ペーゼラ                                     | フィギュアスケート   | アイスダンス         |
| 銀     | セバスチャン・アミエ                                                        | アルペンスキー       | 男子回転             |
| 銀     | ロール・ペクニョ                                                            | アルペンスキー       | 女子回転             |
| 銀     | ドリアン・ビダル                                                            | スノーボード         | 女子ハーフパイプ     |
| 銀     | カリーヌ・リュビ                                                            | スノーボード         | 女子パラレル大回転   |
| 銀     | ラファエル・ポワレ                                                          | バイアスロン         | 男子12.5kmパシュート |
| 銅     | リシャール・ゲイ                                                            | フリースタイルスキー | 男子モーグル         |
| 銅     | ヴァンサン・ドフラスン ジル・マルゲ ラファエル・ポワレ ジュリアン・ロベール | バイアスロン         | 男子4×7.5kmリレー    |